# 溪源乡
溪源乡，是中华人民共和国福建省三明市建宁县下辖的一个乡镇级行政单位。

## 行政区划
溪源乡下辖以下地区：
溪源村、东溪村、大岭村、鲇坑村、蒋坊村、楚尾村、桐荣村、都团村和上坪村。

## 中国传统村落
2012年，上坪村被评为首批“中国传统村落”。